# Charles Spedding
Pour les articles homonymes, voir Spedding.
Charles « Charlie » Spedding (né le 19 mai 1952 à Bishop Auckland) est un athlète britannique spécialiste du marathon. 

## Carrière

### Palmarès
| Date | Compétition           | Lieu        | Résultat | Performance     |
| ---- | --------------------- | ----------- | -------- | --------------- |
| 1982 | Jeux du Commonwealth  | Brisbane    | 4e       | sur 10 000 m    |
| 1984 | Marathon de Houston   | Houston     | 1er      | 2 h 11 min 54 s |
| 1984 | Marathon de Londres   | Londres     | 1er      | 2 h 09 min 57 s |
| 1984 | Jeux olympiques d'été | Los Angeles | 3e       | 2 h 09 min 58 s |
| 1985 | Marathon de Londres   | Londres     | 2e       | 2 h 08 min 33 s |
| 1986 | Marathon de Chicago   | Chicago     | 3e       | 2 h 10 min 13 s |
| 1987 | Marathon de Londres   | Londres     | 8e       | 2 h 10 min 32 s |
| 1988 | Jeux olympiques d'été | Séoul       | 6e       | 2 h 12 min 19 s |

### Records
| Épreuve  | Performance     | Lieu    | Date       |
| -------- | --------------- | ------- | ---------- |
| Marathon | 2 h 08 min 33 s | Londres | Avril 1985 |